# Johann Balthasar Neumann
Pour les articles homonymes, voir Neumann.
Johann Balthasar Neumann  (né le 27 janvier 1687 à Egra, mort le 19 août 1753 à Wurtzbourg) est un ingénieur militaire et architecte baroque allemand.
Ses œuvres principales sont la chapelle Schönborn à Wurtzbourg, l'église du monastère de Münsterschwarzach, l'église de pèlerinage de Gößweinstein, l'église de pèlerinage de Vierzehnheiligen et l'église du monastère de Neresheim. Parmi les bâtiments laïques figurent la résidence de Wurtzbourg, le château de Bruchsal, le château de Werneck, le château d'Augustusburg et le château de Schönbornslust.
La résidence de Wurtzbourg et le château d'Augustusburg ont été inscrits sur la liste du patrimoine mondial de l'UNESCO en 1981 et 1984.

## Biographie

### Formation
Apprenti fondeur puis compagnon à Wurtzbourg, il apprend les mathématiques puis entre dans l'armée et devient ingénieur militaire. Il participe notamment au siège de Belgrade (1717) sous la conduite du Prince Eugène. En 1718, il voyage à Milan puis en 1723 à Paris. Sa rencontre avec la famille de Schönborn le convainc d'embrasser la carrière civile et c'est ainsi qu'il s'impose comme l'un des plus grands architectes du baroque. Neumann figurait sur les billets allemands de 50 DM.
Le prince-évêque de Wurtzbourg suit les recommandations de son oncle, l´électeur de Mayence, l'archevêque Lothaire-François de Schönborn.

### Premières années
Johann Balthasar Neumann, né le 27 janvier 1687 à Eger, en Bohême, est le septième des neuf enfants du drapier Hans Christoph Neumann (mort en 1713) et de son épouse Rosina Grassold. Il a été baptisé le 30 janvier 1687 à l'église Saint-Nicolas.
Il a probablement passé son premier apprentissage chez son parrain, le fondeur de cloches et de métaux Balthasar Platzer à Eger, puis figure à partir de 1711 dans les archives de la fonderie d'Ignaz Kopp à Würzburg, où il obtient le certificat d'apprentissage d'« armurier, pyrotechnicien sérieux et de plaisance ». En 1712, Neumann s'engage dans l' artillerie du district de Franconie en tant que simple soldat, seule façon pour lui de poursuivre la carrière d'ingénieur, qui n'était ouverte qu'au personnel militaire. À partir de 1714, il est inscrit au service de l'évêché de Würzburg, où il étudie la géométrie, l'architecture et la topographie. Il perfectionne ses connaissances par des études dans le domaine de la construction de forteresses, accède au grade d'adjudant, devient bientôt sergent d'artillerie dans la compagnie du château et en 1718 capitaine ingénieur princier. En 1717, avec les troupes franques en Autriche et en Hongrie, il travaille comme ingénieur sur les fortifications de Belgrade. À Vienne, il découvre les édifices baroques de Johann Bernhard Fischer von Erlach et de Johann Lucas von Hildebrandt et y développe son sens architectural. Un voyage à Milan lui a probablement aussi permis de découvrir les œuvres de Guarino Guarini, décisives pour sa conception ultérieure de l'espace architectural.

### Maître d'œuvre à Wurtzbourg
Après que Neumann eut travaillé sous la direction du capitaine d'artillerie et ingénieur Andreas Müller (1667–1720) et de l'architecte princier de la ville et de la campagne Joseph Greissing à Wurtzbourg, le nouveau prince-évêque Johann Philipp Franz von Schönborn nomme en 1719 le capitaine d'artillerie et ingénieur en chef Neumann directeur des bâtiments du prince-évêque à Wurtzbourg.
C'est ainsi que Neumann reprit finalement la planification du nouveau bâtiment de la résidence de Wurtzbourg en 1720. Le prince-évêque de Wurtzbourg suit la recommandation de son oncle, l'électeur de Mayence, Lothar Franz von Schönborn, qui avait déjà remarqué le talent naissant de l'architecte en 1715. Au cours de ces premières années, Neumann développé sa compréhension de l'architecture en collaborant avec d'autres architectes au service du diocèse de Würzburg, tels que Maximilian von Welsch, les frères von Erthal et Ritter zu Gronesteyn, par l'intermédiaire desquels il est entré en contact avec le classicisme français primitif de Mansart. Cependant, son style est façonné par l'engagement avec le maître viennois Johann Lucas von Hildebrandt. Dans le cadre de la construction de la résidence, il entreprend un voyage d'études pour le compte de son employeur, le prince-évêque, qui le conduisit en 1723 à Paris via Mannheim, Bruchsal, Strasbourg et Nancy. C'est là, en contact avec Robert de Cotte, premier architecte du roi de France, qu'il consolide ses idées novatrices de nouveaux aménagements spatiaux. Avec Germain Boffrand, autre grand architecte français, Neumann développe à Paris son idée d'escalier monumental qui le rendra plus tard célèbre.
En 1724, il est promu major. En 1725, il épouse Maria Eva Engelberta Schild, fille du conseiller privé Franz Ignaz Schild. Tous deux ont eu huit enfants. Grâce à ce mariage, il a pu accéder à des familles influentes de fonctionnaires et de conseillers municipaux de la ville et du diocèse. Balthasar Neumann vivait à Wurtzbourg, Franziskanergasse 2, où il avait acquis le Hof Oberfrankfurt du prince-évêque Christoph Franz von Hutten en 1724. Il y a également installé son cabinet d'architecture et son personnel. Un escalier en colimaçon menait à une terrasse sur le toit et de là à une plate-forme d'observation appelée le « Belvédère », populairement connue sous le nom de « Chaire Neumann ». Une plate-forme avec une balustrade sur le toit de sa maison lui permettait de surveiller ses chantiers de Wurtzbourg. Le 16 mars 1945, la propriété fut gravement endommagée par les bombes et fut détruite en 1950 en raison du risque d'effondrement. Plus tard, il fut décidé de construire un nouveau bâtiment dans lequel fut intégré le portail baroque. La « Balthasar-Neumann-Stube » a été aménagée comme espace événementiel au dernier étage.
En 1729, il devint lieutenant-colonel dans l'artillerie du district de Franconie et, à la place de Maximilien von Welsch, directeur de la construction à Bamberg, le deuxième diocèse du nouveau prince-évêque de Wurtzbourg, Friedrich Karl von Schönborn. En 1731, il fut nommé à la chaire nouvellement créée d'architecture civile et militaire à l'Université de Wurtzbourg et en 1741, il devint colonel, atteignant ainsi le grade militaire le plus élevé qui lui était possible. Johann Thomas Nissler (1713–1769), Arnold Friedrich Prahl (1709–1758) et Johannes Seiz (1717–1779) furent d'éminents collaborateurs de Neumann. Deux des maximes de Neumann dans la construction des églises, dans lesquelles il s'oriente également vers des éléments de la Renaissance, tels que ceux qu'Antonio Petrini avait déjà utilisés dans l'église carmélite de Saint-Joseph et Sainte-Marie-Madeleine et l' abbaye de Haug, auraient été la « rotonde » et « l'espace courbe ». Dans son histoire de la réception de Neumann, Manuel Mayer a attribué cette vision à l'école du génialisme, qui, dans son paradoxe intérieur, se doit à un idéalisme scientifique qui ne reste viable que par sa contre-école, le collectivisme.

### Les dernières années
En raison de la politique de la famille Schönborn, obsédée par le « Bauwurm » (ver de construction), visant à remplir de membres le plus grand nombre possible de diocèses, la sphère d'influence de Neumann s'est étendue de Würzburg et de Bamberg aux diocèses de Spire , Constance et Trèves ; même l'électeur de Cologne Clemens August von Wittelsbach lui a passé des commandes. À partir de 1723, Neumann est membre de la commission de construction épiscopale, qu'il dirige effectivement à partir de 1725. En tant que directeur de la construction du chapitre de la cathédrale, il a acquis une position dominante dans l'industrie de la construction de Wurtzbourg, même après avoir temporairement perdu son poste de directeur principal de la construction sous Anselm Franz von Ingelheim, successeur de Schönborn. Balthasar Neumann a doté Wurtzbourg de canaux, a dirigé l'eau de source fraîche vers la fontaine des Quatre-Rhins et a construit de nouvelles rues. Pour les calculs de ses bâtiments rococo, il a développé un angle proportionnel spécial, l’instrumentum architecturae, qui permettait de lire facilement les proportions des différents types de colonnes. La première représentation cartographique précise de Würzburg provient de Neumann : il a dessiné ce plan de la ville dès 1715. Cependant, ce plan de la ville de Neumann, d'une importance historique, n'a été conservé que dans une copie réalisée par Joseph Fischer en 1775. Une vue en perspective à vol d'oiseau de la ville de Würzburg dessinée par Neumann est devenue largement connue à partir de 1723 (réalisée par Johann Salver, Johann Baptist Homann et Johann Balthasar Gutwein). À Bad Kissingen, il organisa en 1737 et 1738 le déplacement de la Saale franconienne avec Georg Anton Boxberger. Dans ce contexte, la « source pointue », aujourd’hui la source Rakoczy, a été redécouverte. En outre, ses plans pour la maison de bains royale et la nef de la chapelle Marienkapelle ont été réalisés à Kissingen. En 1738, il dessina une vue d'ensemble de Bad Kissingen avec un mur d'enceinte et 14 tours.
Neumann était également un entrepreneur indépendant prospère, dirigeant la verrerie Schleichach dans le Steigerwald (aujourd'hui Fabrikschleichach, commune de Rauhenebrach) et un atelier de meulage de miroirs à Würzburg. Il ne se contentait pas de fournir ses propres bâtiments avec ses produits, mais il les exportait également vers d’autres pays. Une lettre datée du 19 juillet 1747 montre qu'Emanuel Teles da Silva, comte de Silva-Tarouca, directeur des bâtiments de la cour de Vienne, a tenté de convaincre le célèbre architecte de Vienne. Neumann accompagna l'empereur François de Lorraine dans la résidence lors de son séjour à Wurtzbourg à l'occasion de son voyage à Francfort pour son couronnement. À cette époque, Franz Stephan était occupé à réaménager la Hofburg de Vienne. Pour le compte de l'empereur François de Lorraine, il dessina les plans d'un nouvel escalier pour la Hofburg de Vienne, qui fut l'un des plus magnifiques escaliers de l'époque baroque. Il écrit : « ...en attendant, j'envoie également à Sa Majesté Impériale mon idée du Château ou Résidence Impérial et Royal de Vienne, que j'ai déjà achevé. » En guise de cadeau d'honneur, Marie-Thérèse fit envoyer par Tarouca une grande et belle tabatière. Cependant, le contrat fut attribué au Lorrain Jean Nicolas Jadot de Ville-Issey, et les plans de Neumann ne furent pas réalisés. Neumann a également dessiné des plans pour des résidences à Stuttgart (1747-1749) et à Karlsruhe (1750) ainsi que pour Schwetzingen (1752). Il mourut comme colonel d'artillerie et directeur principal des bâtiments du prince-évêque et fut enterré dans la Marienkapelle de Wurtzbourg. L'église abbatiale de Neresheim, qu'il a commencée, et la basilique inachevée de Vierzehnheiligen ont été achevées par d'autres architectes. Au total, Neumann a créé « une centaine de ponts, églises, monastères, châteaux, bâtiments résidentiels et commerciaux importants ».

## Œuvre

### Résidence de Wurtzbourg

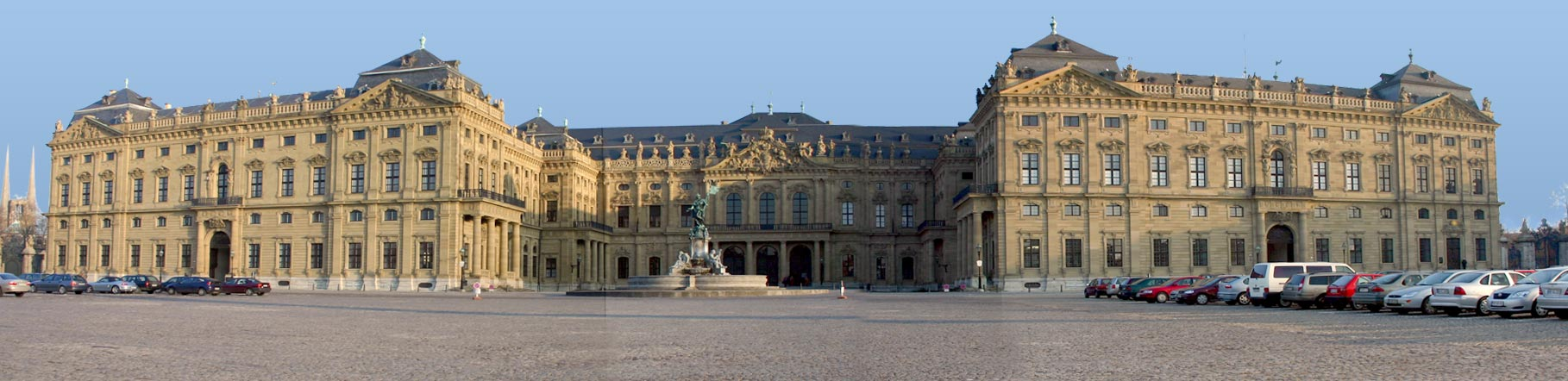
Vue de la résidence de Wurtzbourg

La puissante famille des Schönborn qui régnait sur la principauté épiscopale de Wurtzbourg décida au début du XVIIIe siècle de bâtir un palais afin d'y transférer le siège de l'épiscopat, auparavant dans une ancienne forteresse. C'est Johann Philipp Franz de Schönborn qui posa la première pierre de l'édifice. Dans un premier temps, les maîtres d'œuvre étaient Maximilian von Welsch et Johann Dientzenhofer. Puis le prince évêque engagea le jeune Neumann pour seconder Dientzenhofer. Neumann fit alors ses preuves et s'imposa comme maître de l'œuvre qui allait l'occuper plus de trente ans. Cependant en 1746, le prince-évêque disparut et son successeur, peu empressé d'achever la résidence, démit Neumann de ses fonctions. Il fallut attendre 1749 et l'élection de Karl Philipp von Greiffenclau zu Vollrads comme prince-évêque pour que Neumann pût finir sa résidence. S'inspirant de ses contemporains (Hildebrandt, Dientzenhofer, Robert de Cotte), Neumann bâtit une œuvre emblématique du baroque germanique. Au cœur du palais se trouve un escalier monumental dont les fresques ont été peintes par Giambattista Tiepolo ainsi qu'une salle d'honneur, la Kaisersaal, un sommet de la peinture murale.

### Ailleurs en Allemagne
Neumann est l'auteur notamment :

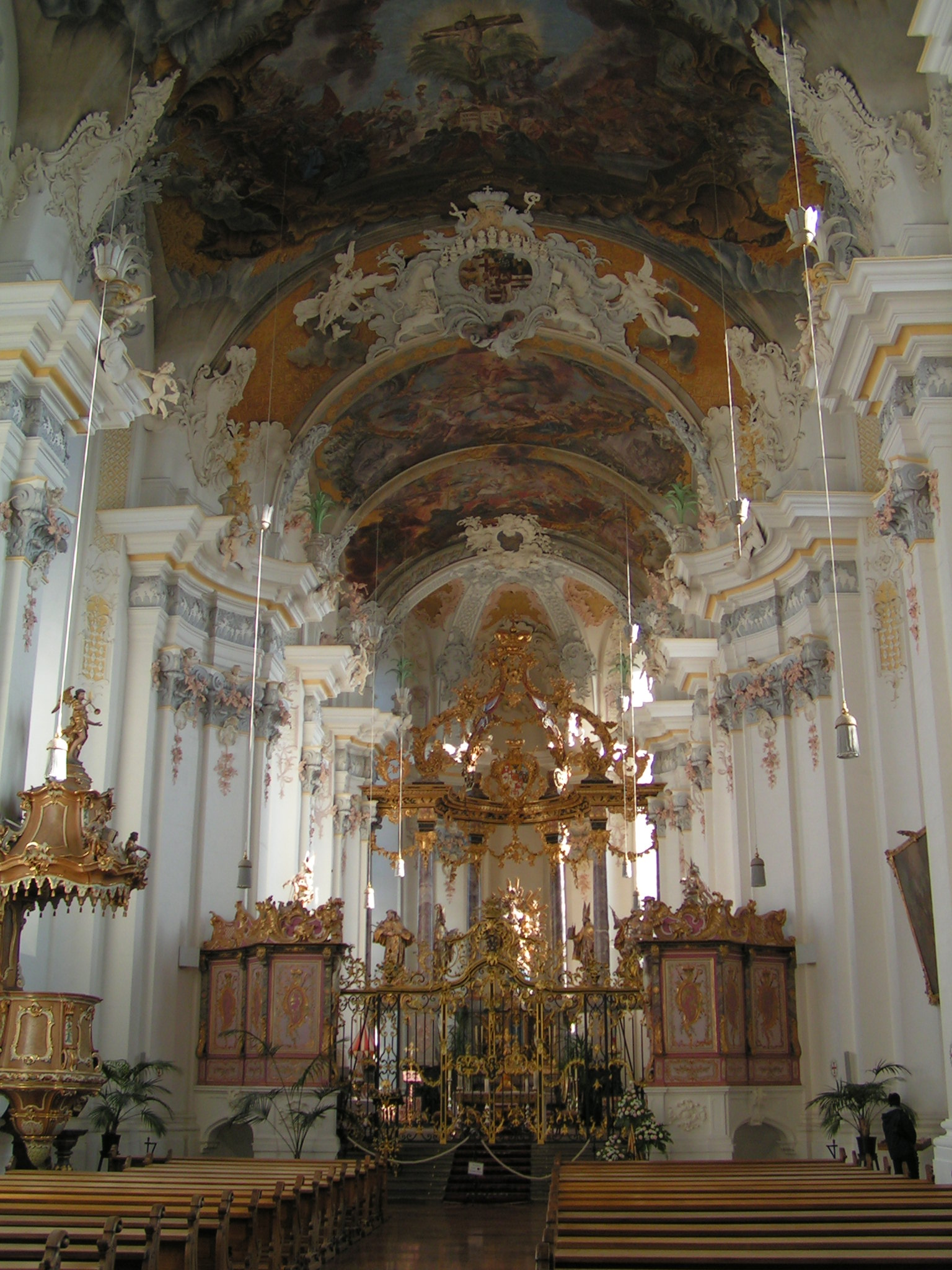
Intérieur de l'église Saint-Paulin de Trèves

- des plans de l'orangerie du château de Seehof, construite par Justus Heinrich Dientzenhofer (1729)
- de l'église du couvent de Schwarzenberg
- de l'aménagement intérieur de l'église Saint-Paulin de Trèves (1743-1753)
- de l'église des Jésuites à Mayence (1745)
- de l'église de pèlerinage des quatorze saints intercesseurs de Vierzehnheiligen
- de l'église de Gaibach
- de l'église d'Etwashausen
- de l'église de Käppele (1747)
- de l'église de Neresheim
- du château de Bruchsal à Bruchsal
- de la chapelle du château des chevaliers de l'Ordre Teutonique à Bad Mergentheim.
- de l'escalier du château d'Augustusburg

## Postérité
Son portrait figure sur le billet allemand de 50 deutschemarks émis à partir de 1989.